# Anna Aloysia Esterle
Anna Aloysia Maximiliane von Lamberg, hrabina Esterle (zm. 28 czerwca 1738 we Wrocławiu) – hrabianka austriacka, córka grafa Kaspara Friedricha von Lamberg-Kunstadt, jedna z wielu kochanek króla polskiego i elektora saskiego Augusta II Mocnego.

## Życiorys

### Pochodzenie
Anna Aloysia von Lamberg pochodziła ze znanego austriackiego rodu arystokratycznego, którego początki sięgają XII wieku. Była jedyną córką grafa Kaspara Friedricha von Lamberg-Kunstadt, szambelana cesarza Leopolda I Habsburga, z jego pierwszego małżeństwa z Franciscą Theresią Hiserle von Chodau. Najprawdopodobniej grafówna nosiła imiona Anna Aloysia Maximiliane, jednak w historiografii występuje również jako Maximiliana Anna Ludovica oraz Joanna Teresa. Anna Aloysia miała dwoje rodzeństwa. Brat Karl Friederich był panem na Stockern i Amerang, zaś przyrodnia siostra Maria Francisca, pochodząca z drugiego małżeństwa Kaspara, poślubiła Franza Antona von Weissenwolff. Córka cesarskiego szambelana wcześnie straciła obydwoje rodziców. Francisca Theresia zmarła w marcu 1684, a jej mąż Kaspar przeżył ją o zaledwie dwa lata. Około 1695 Anna Aloysia wyszła za mąż za czeskiego grafa Franza Michaela Hiserle von Chodau (Esterle), znacznie starszego od siebie krewnego matki grafówny.

### Związek z Augustem II Mocnym
Latem 1696 na balu organizowanym przez syna cesarza Leopolda I, króla Niemiec Józefa I Habsburga grafowa Esterle poznała elektora saskiego Fryderyka Augusta I i wkrótce została jego oficjalną metresą. Według przekazu La Saxe Galante Karla Ludwiga von Pöllnitza, gdy mąż Esterle dowiedział się o jej zdradzie, Fryderyk August zawarł z nim umowę, na mocy której graf miał otrzymywać 20 tysięcy rocznej pensji oraz uznać za swoje ewentualne potomstwo Anny i elektora. 26 listopada 1696 Anna Aloysia przybyła wraz ze swoim kochankiem do Drezna. Gdy 27 czerwca 1697 Fryderyk August I został wybrany królem Polski w wolnej elekcji jako August II, Esterle towarzyszyła mu w podróży do Polski i uczestniczyła w uroczystościach koronacyjnych 15 września 1697 w katedrze na Wawelu. 19 stycznia 1698 brała z kolei udział w organizowanym przez królewiczów Aleksandra Benedykta i Konstantego Władysława Sobieskich wielkim balu w pałacu w Wilanowie, poprzedzającym uroczysty wjazd Augusta II do Warszawy.
Anna Aloysia Esterle zarówno w Polsce, jak i w Saksonii była powszechnie krytykowana za swoją wyniosłość i próżność. Gdy 11 sierpnia 1698 urodziła królowi nieślubnego syna zmarłego wkrótce po urodzeniu, szydzono z przedwczesnej śmierci dziecka w Lamencie nad śmiercią Esterli syna. Jej wpływy na królewskim dworze sprawiły jednak, że o względy grafowej zabiegało wielu przedstawicieli ówczesnej magnaterii polskiej i saskiej, między innymi saski poseł w Prusach Jakub Henryk Flemming. Związek Esterle z Augustem II zakończył się, gdy hrabina nawiązała romans z polskim magnatem Januszem Antonim Wiśniowieckim. Monarcha rozkazał jej wówczas w ciągu doby opuścić Warszawę i udać się za granicę. Według La Saxe Galante, król wysłał gońców za Esterle w celu pozbawienia jej klejnotów, które niegdyś otrzymała od władcy. Anna Aloysia miała oddać im pustą szkatułkę, a swój majątek przekazała włoskiemu muzykantowi, który wywiózł go do Gdańska. Po rozstaniu z Augustem II Mocnym grafowa zamieszkała we Wrocławiu, zaś najprawdopodobniej w 1700 rozwiodła się z mężem Franzem Michaelem.

### Romans z Aleksandrem Benedyktem Sobieskim
W 1702 podczas pobytu w Oławie hrabina Esterle związała się z królewiczem Aleksandrem Benedyktem Sobieskim, synem poprzednika Augusta II Mocnego na tronie polskim Jana III Sobieskiego. Romans Anny z Aleksandrem wzbudzał powszechną krytykę, w szczególności ze strony matki Sobieskiego Marii Kazimiery, którą oburzał związek syna z "kobietą po królu". Plotkowano, iż Esterle udzieliła braciom Sobieskim pożyczki w wysokości stu tysięcy talarów, otrzymanych ze sprzedaży klejnotów od Augusta II. Pieniądze te miały wspomóc Sobieskich w pozbawieniu elektora Saksonii korony polskiej. Intryga braci zakończyła się jednak porażką, zaś po kilku latach związek Anny Esterle z królewiczem rozpadł się.

### Dalsze losy
Drugim mężem Anny Aloysii został Gustav Hanibal von Oppersdorff, pochodzący ze śląskiego rodu arystokratycznego. W 1725 hrabina von Oppersdorff zakupiła działkę we Wrocławiu, na której zleciła budowę pałacu (tzw. Pałac Oppersdorfów we Wrocławiu), który zachował się do czasów współczesnych. Zmarła 28 czerwca 1738 we Wrocławiu. Drugi mąż grafowej przeżył ją o sześć lat. Zmarł 29 grudnia 1744 w Kostelec nad Orlicí.